# 基思·克里斯琴森
基思·克里斯琴森（英語：Keith Christiansen，1944年7月14日—2018年11月5日），美国男子冰球运动员，场上位置是前锋。他曾代表美国国家队参加1972年冬季奥林匹克运动会冰球比赛，获得一枚银牌。